# Gamla Heidelberg

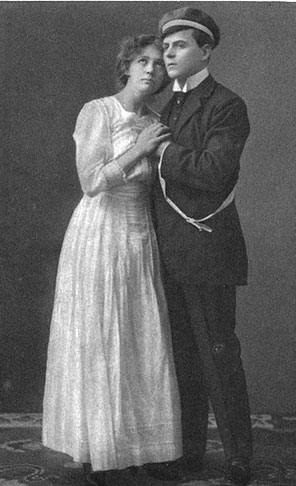
Greta Pfeil och Sigurd Wallén som Käthe och Karl Henrik

Gamla Heidelberg (tyska: Alt-Heidelberg) är en komedi av den tyske författaren Wilhelm Meyer-Förster som uruppfördes 1901.
Pjäsen handlar om glatt tyskt studentliv i Heidelberg, där den unge prinsen Karl Henrik upplever en kort kärlekssaga med en gästgivardotter. 
Han lämnar henne först, men återvänder med orden: "Det är dock bara dej jag har älskat".
Den finns i fyra olika svenska översättningar, vilket vittnar om dess popularitet. Den uppfördes i Stockholm på Svenska teatern för första gången 1903 med Anders de Wahl som Karl Henrik. Han spelade den rollen i flera olika uppsättningar liksom Gösta Ekman. 
Två operetter har skrivits efter inspiration av Gamla Heidelberg: Vår i Heidelberg av Fred Raymond (1927) och Studentprinsen av Sigmund Romberg (1924), som gavs 608 gånger på Broadway. 
Stycket har även filmatiserats, först som stumfilm av Ernst Lubitsch (Gamla Heidelberg, 1927), och sedan som ljudfilm  av Richard Thorpe (Studentprinsen, 1954).

### Svenska översättningar
- Gamla Heidelberg: skådespel i fem akter. Svenska teatern, 99-1250025-3 ; 273 (1-2 uppl.). Stockholm: Bonnier. 1903. Libris 1728784 (översättning Frans Hedberg)
- Gamla Heidelberg. Stockholm: Seligmann. 1903. Libris 2336458 (översättning Walborg Hedberg)
- Gamla Heidelberg. Stockholm: Nordiska förl. 1913. Libris 1637306 (översättning Sten Granlund)
- Gamla Heidelberg. Stockholm: Saxon & Lindström. 1929. Libris 1340152 (översättning Oscar Nachman)